# Štěpnice (Telč)
Štěpnice (německy Stepnitz) je část města Telč v okrese Jihlava. Nachází se na severovýchodě Telče. V roce 2009 zde bylo evidováno 445 adres. V roce 2001 zde trvale žilo 1646 obyvatel.
Štěpnice leží v katastrálním území Telč o výměře 20,49 km2.

## Pamětihodnosti
- Kostel Panny Marie
- Vodní mlýn Kotnov
- Vodní mlýn Na Baště

## Počet obyvatel
| Rok            | 1869 | 1880 | 1890 | 1900 | 1910 | 1921 | 1930 | 1950 | 1961 | 1970 | 1980 | 1991 | 2001 |
| -------------- | ---- | ---- | ---- | ---- | ---- | ---- | ---- | ---- | ---- | ---- | ---- | ---- | ---- |
| Počet obyvatel | 996  | –    | 1027 | 953  | 971  | –    | 957  | –    | –    | 1766 | 1744 | 1655 | 1646 |